# Anthus gustavi
Anthus gustavi là một loài chim trong họ Motacillidae.